# い단
い단(い段 이단[*])은 오십음도에서 두 번째 단(제2단)이다. い, き, し, ち, に, ひ, み, (い), り, ゐ로 구성된다. 어떤 음에도 모음 /i/가 포함된다. 이 모음은 종종 무성 자음의 뒤(き, し, ち, ひ)에서 무성(성대의 울림을 따르지 않음)화한다. い단의 음은 し, ち 등 다른 4개의 단에 비해서 자음이 변화하고 있는 음이 많다.
い와 ち를 제외한 い단의 글자는 や행의 や, ゆ, よ을 따라서 요음의 하나로 사용된다. 이러한 요음을 ‘개요음’(開拗音)이라고 한다.